# Венесуельська кухня

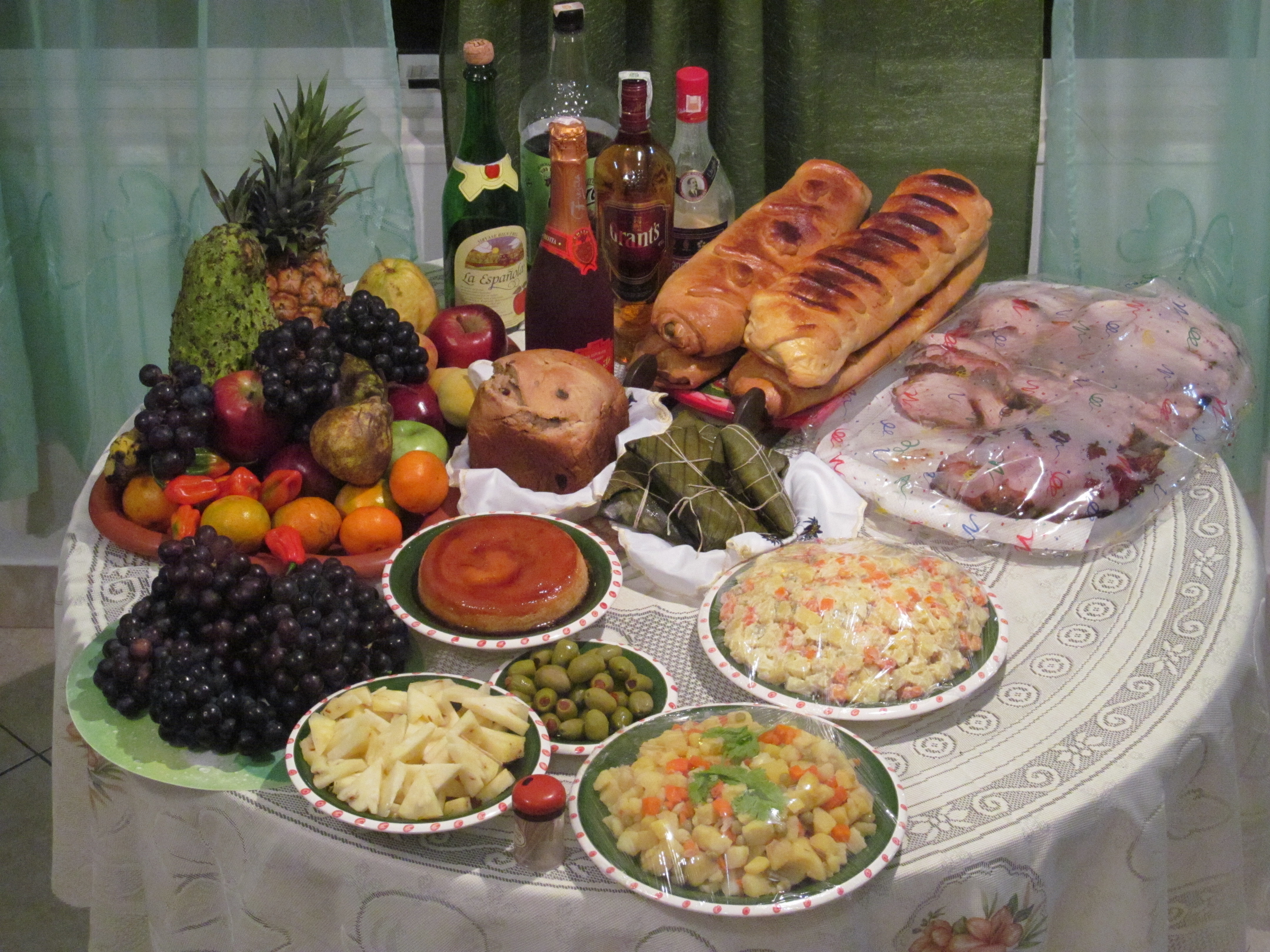
Традиційні венесуельські страви

Венесуельська кухня (ісп. Gastronomía de Venezuela) — набір кулінарних традицій, характерних для  Венесуели.
Сформувалася під впливом європейської кухні, а також індіанських та африканських кулінарних традицій. У різних регіонах країни може варіюватися. Основою її є кукурудза, рис, плантани, бобові та м'ясо в помірних кількостях, звичайно свинина, а також птиця. Широко використовуються тропічні фрукти та різні овочі, наприклад, помідори, цибуля, баклажани, шпинат. З крохмалистих овочів використовуються картопля, ямс та батат.

## Традиції та особливості

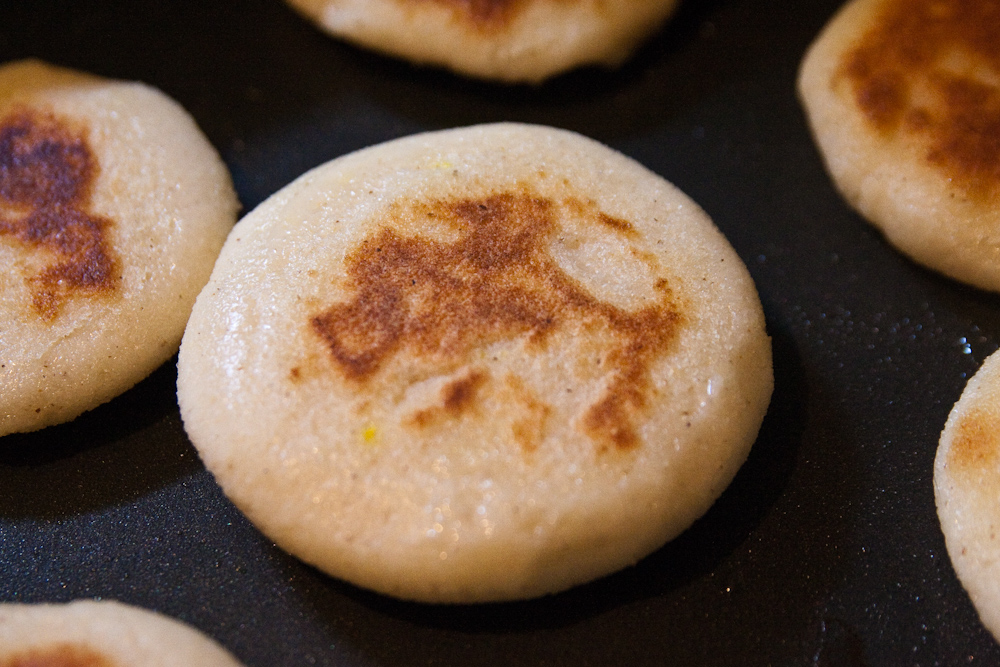
upright = 1.1

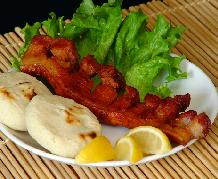
upright = 1.1

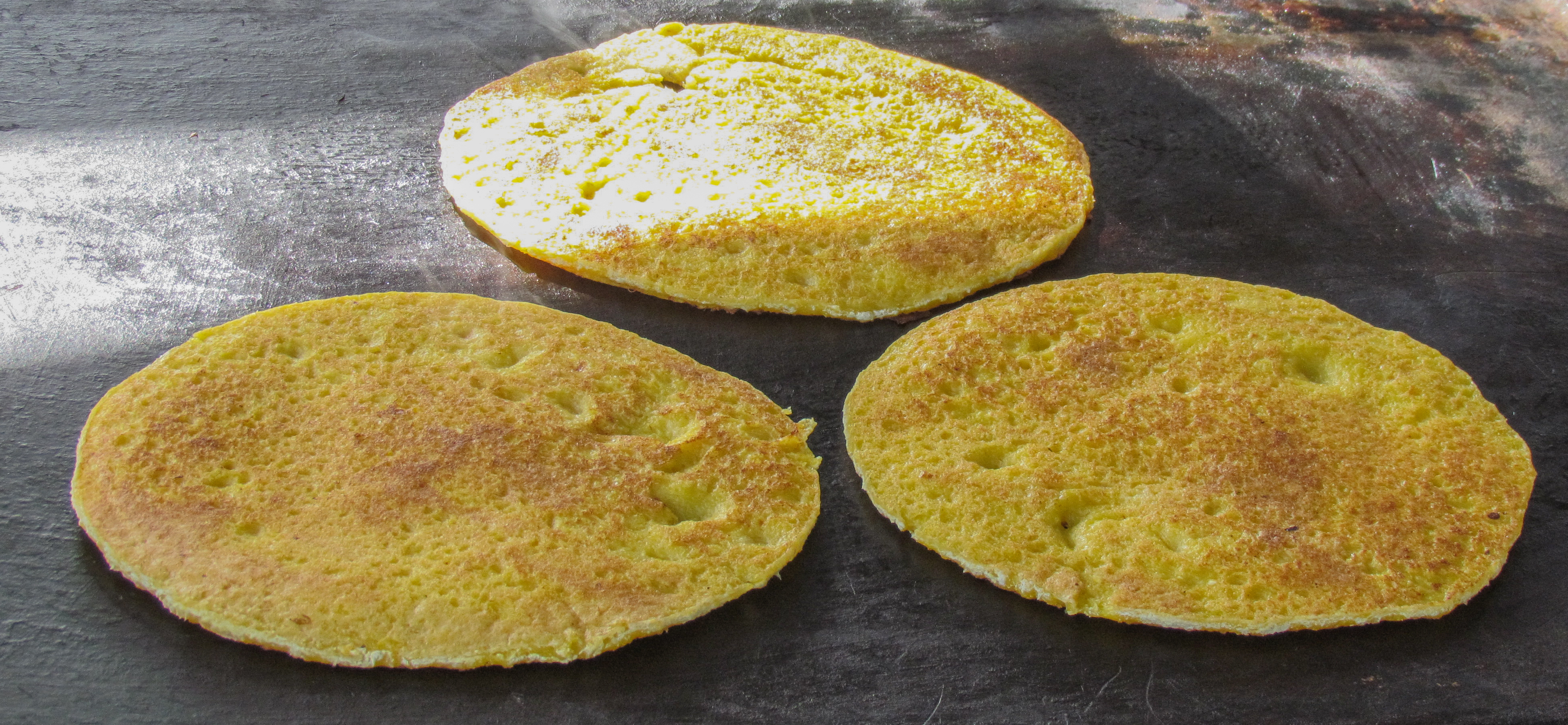
upright = 1.1

Венесуельська кухня дуже різноманітна, як і вся культура країни. З одного боку, вона формувалася на основі кулінарії місцевого індіанського населення. Однак значний вплив на неї справила європейська середземноморська кухня, особливо іспанська, італійська, португальська та французька. Також помітно вплинули на кухню Венесуели кулінарні звичаї африканського походження.
Ті чи інші продукти можуть вживатися більш-менш широко в залежності від географічного розташування регіону країни. Так, наприклад, в прибережних районах широко поширене вживання риби та морепродуктів, а мешканці рівнинної місцевості їдять більше продуктів скотарства. В Андах основою харчування є злаки, коренеплоди, дичина та баранина.
Ймовірно, однією з найвідоміших страв венесуельської кухні є арепа — коржі з кукурудзяного борошна, які можуть вживатися як самі по собі, так і з різними начинками, наприклад, сиром або м'ясом. На Різдво заведено готувати хліб з шинкою, родзинками та оливками. З напоїв популярні пиво та фруктові соки. Традиційним спиртним напоєм є ангостура (концентрований біттер), а також кокуй — міцний алкоголь з агави.

## Типові страви
- Арепа
- Шинковий хліб
- Качапа - тонкі млинці з кукурудзяного борошна.
- Кесо де мано - м'який білий сир.
- Санкочо - густий суп.
- Чичарон - смажена свиняча шкура.
- Пабелон кріоло - поєднання рису та квасолі.[2]